# Tony Manero
Tony Manero è un film del 2008 diretto da Pablo Larraín, vincitore del premio come miglior film e come miglior attore al Torino Film Festival.

## Trama
Santiago del Cile, 1979. Raúl Peralta è un uomo ossessionato dal personaggio interpretato da John Travolta nel famoso film La febbre del sabato sera. Egli passa gran tempo delle sue giornate ad imparare passi di danza da proporre poi ogni sabato sera in una discoteca di periferia. Lo stato di alienazione nel quale si trova a vivere il protagonista, deciso a tutto pur di poter vivere come il suo mito, lo porta a compiere crimini sempre più efferati e senza senso, che passano però inosservati. La lenta e progressiva follia di Raúl finirà per coinvolgere anche le persone che gli stanno vicine.

## Produzione
Il film è stato presentato nella Quinzaine des Réalisateurs al 61º Festival di Cannes..

## Riconoscimenti
- 2008 - Torino Film Festival
  - Miglior film
  - Miglior attore (Alfredo Castro)
  - Premio FIPRESCI
- 2009 - International Istanbul Film Festival
  - Tulipano d'oro